# Tonnellerie Boutes
La tonnellerie Boutes est une entreprise familiale française fondée en 1880. Elle est basée à Narbonne et son objet est la fabrication de différents produits de tonnellerie distribués dans le monde entier,,.